# Marie-Éléonore de Hesse-Rheinfels
Marie-Éléonore de Hesse-Rheinfels née le 25 février 1675 et décédée le 27 janvier 1720 à Sulzbach est une princesse allemande, fille de Guillaume de Hesse-Rheinfels-Rotenburg et de Marie-Anne de Loewenstein-Wertheim.
Elle épouse Théodore-Eustache de Palatinat-Soulzbach le 9 juin 1692 à Lobositz en Bohême. Ils ont neuf enfants :
- Amélie-Augusta de Palatinat-Soulzbach (de) (1693 - 1762)
- Joseph Charles de Palatinat-Soulzbach (1694 - 1729)
- Françoise-Christine de Palatinat-Soulzbach (1696 - 1776)
- Ernestine de Palatinat-Soulzbach (1697 - 1775)
- Jean Guillaume Philippe de Palatinat-Soulzbach (1698 - 1699)
- Jean-Christian de Palatinat-Soulzbach (1700 - 1733)
- Élisabeth Éléonore Augusta de Palatinat-Soulzbach (1702 - 1704)
- Anne-Christine de Palatinat-Soulzbach (1704 - 1723)
- Jean Guillaume Auguste de Palatinat-Soulzbach (1706 - 1708)